# Honeycomb (musikalbum)
Honeycomb är Frank Blacks elfte soloalbum. Albumet spelades in i Nashville och ett flertal kända studiomusiker medverkade, bland andra Anton Fig och Steve Cropper.

## Låtlista
1. "Selkie Bride" – 3:08
2. "I Burn Today" – 4:09
3. "Lone Child" – 3:14
4. "Another Velvet Nightmare" – 4:36
5. "Dark End of the Street" – 3:56
6. "Go Find Your Saint" – 2:05
7. "Song of the Shrimp" – 3:10
8. "Strange Goodbye" – 2:12
9. "Sunday Sunny Mill Valley Groove Day" – 4:07
10. "Honeycomb" – 3:57
11. "My Life Is in Storage" – 5:41
12. "Atom in My Heart" – 2:46
13. "Violet" – 2:14
14. "Sing For Joy" – 5:04